# Carena (náutica)

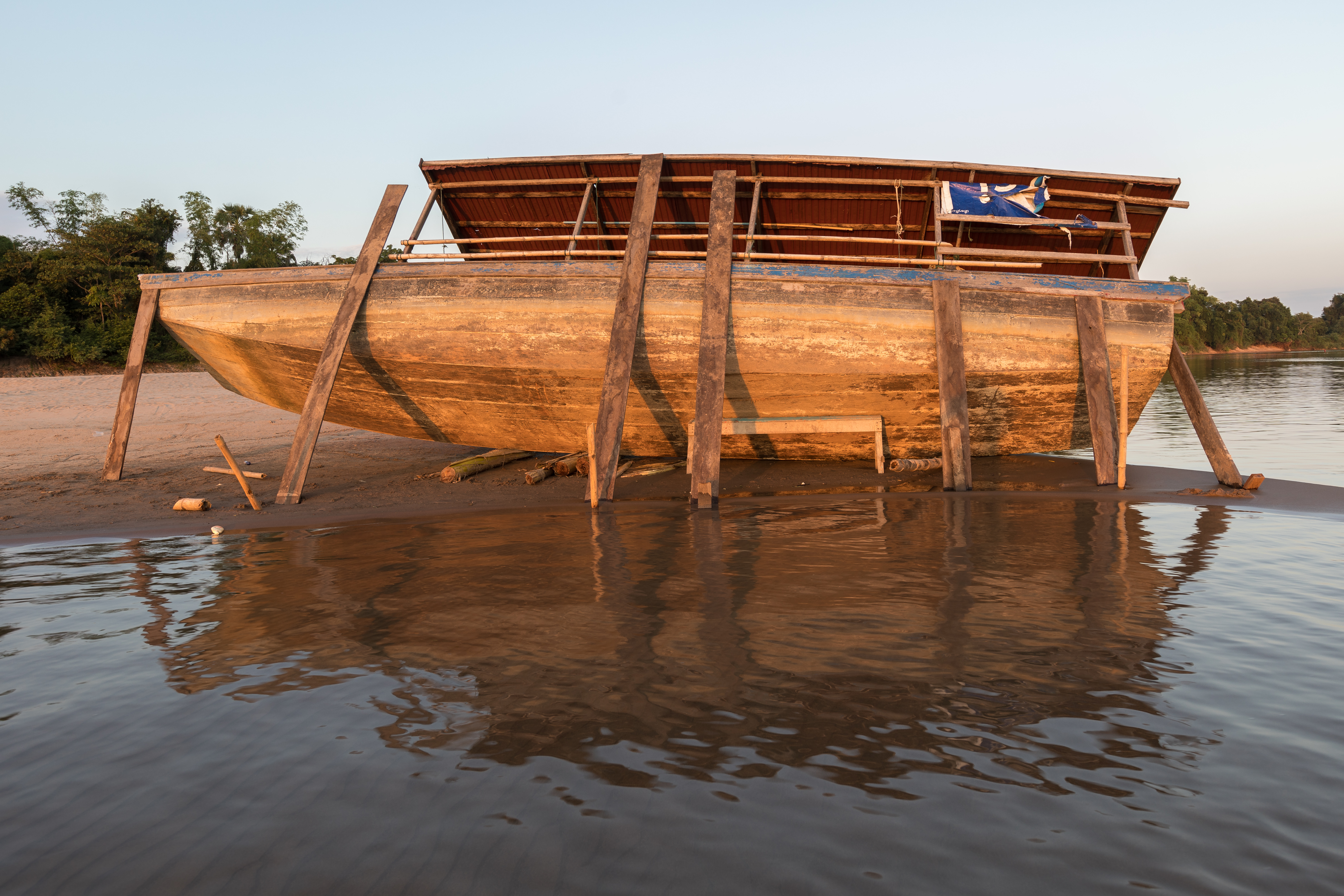
Carena de un pequeño barco

En náutica, la Carena (Embonada) es el procedimiento de varar una embarcación a vela durante la marea alta, para que cuando baje la marea, se exponga un costado del casco y poder realizar mantenimiento y reparaciones bajo la línea de flotación. (fr. Radoub; ing. Careening; it. Carenaggio). 

## Etimología
Taboada, en vez de Carena, usa la voz Embonada. 

## Procedimiento
El procedimiento puede ser asistido, asegurando una driza superior a un objeto fijo, tal como un árbol o roca, para halar el palo (mástil), tan lejos como sea posible. El mantenimiento debe incluir reparar el daño causado por la podredumbre o cañonazos, reparar el exterior para reducir fugas (calafateo) o remoción de organismos bio-incrustantes, tales como los percebes, para incrementar la velocidad de la embarcación. Un método exótico era el procedimiento antiguo de varar la embarcación en una playa de guijarros con el objetivo de usar la acción de las olas y los guijarros para limpiar el casco o costado de la embarcación. 
La playa ideal para el carenado se llama Carenero (Carenaje). En la actualidad, solo se carenan las embarcaciones pequeñas, mientras que las grandes se colocan en dique seco. 

### Tumbar la quilla
Un procedimiento relacionado fue el Tumbar la quilla (ing. Parlamientary heel), en el que el buque se escora en aguas profundas, desplazando el peso, como lastre o los cañones, hacia un costado. De esta manera, los costados superiores podían limpiarse o repararse con un retraso mínimo. Es famoso que el HMS Royal George se perdió mientras se le realizaba el tumbar la quilla en 1782. 
Los piratas solían inclinar sus barcos porque no tenían acceso a los diques secos. Una bahía apartada sería suficiente para las reparaciones necesarias o la limpieza del casco, y esos pequeños "refugios seguros" podrían encontrarse en todas las islas del Caribe y casi en todo el mundo. Un grupo de islas, Tres Marías en Panamá, se hizo popular después de que Francis Drake navegó ahí en 1579, y rápidamente se convirtieron en un lugar para la piratería.  

## Tipos
Según la importancia de la reparación pueden ser:  
- Carena mayor (Carena entera o Carena de firme)
- Dos tercios de carena
- Media carena